# توماس والنتین آس
توماس والنتین آس (انگلیسی: Th. Valentin Aass; ۲۸ آوریل ۱۸۸۷ – ۱۴ اوت ۱۹۶۱) قایقران قایق بادبانی اهل نروژ بود.